# Judy Garland
Judy Garland (Grand Rapids, Minnesota, 10 de juny del 1922 - Londres, Anglaterra, 22 de juny del 1969), nom artístic de Frances Ethel Gumm fou una cantant, actriu de cinema i vodevil estatunidenca de l'època daurada dels musicals de Hollywood. Coneguda per la seva veu contralt, va gaudir d'una carrera de més de 40 anys com a actriu en papers musicals i dramàtics, com artista de gravació i a sales de concerts. Respectada per la seva versatilitat, va rebre un Premi de l'Acadèmia Juvenil i va guanyar un Globus d'or, així com un Premi Tony Especial. Va ser la primera dona a guanyar un Grammy per l'Àlbum de l'Any.
Garland va ser nominada per a l'Oscar a la millor actriu pel seu paper en la nova versió de A Star Is Born (ha nascut una estrella) i a millor actriu de repartiment per l'actuació en el film de 1961 Els judicis de Nuremberg ( títol original en anglès Judgment at Nuremberg). Encara és la més jove (a 39 anys) en guanyar el Premi Cecil B. DeMille per la seva trajectòria en la indústria del cinema.
Després d'aparèixer en vodevil amb les seves dues germanes grans, quan era adolescent, Garland signà un contracte amb la companyia Metro-Goldwyn-Mayer. Allà, va fer més de dues dotzenes de pel·lícules, entre elles nou amb Mickey Rooney, la més famosa de les quals fou El màgic d'Oz (1939). Després de 15 anys amb la companyia la deixà i adquirí un nou èxit a través d'aparicions en concerts, incloent-hi un retorn en aclamades actuacions.
Malgrat els triomfs professionals, Garland es va esforçar molt en la seva vida personal. La imatge de si mateixa va ser fortament influenciada pels executius de les pel·lícules, que van dir que era poc atractiva i criticaven constantment el seu aspecte físic. Es va casar cinc vegades. Els seus quatre primers matrimonis van acabar en divorci. També va lluitar durant anys contra l'alcohol i les drogues, una batalla que va acabar amb la seva mort per sobredosi de barbitúrics als 47 anys.
El 1997, Garland va ser guardonada a títol pòstum amb el Grammy Lifetime Achievement Award. Mantes gravacions seves formen part del Grammy Hall of Fame. El 1999, l'American Film Institute la va col·locar entre les deu grans estrelles femenines dels clàssics del cinema estatunidenc.

## Biografia
Va començar fent vodevils amb les seves germanes i seguidament signà un contracte amb la Metro-Goldwyn-Mayer quan encara era una adolescent. Amb aquesta companyia, va fer al voltant de dues dotzenes de pel·lícules, incloent-n'hi nou amb Mickey Rooney i la pel·lícula per la qual ha estat més identificada, El màgic d'Oz (1939). Després de quinze anys, Garland va ser acomiadada de l'estudi i es va dedicar a la música, i tingué un formidable èxit amb els seus concerts, dels quals destaca el que va fer al Carnegie Hall de Nova York. En poc temps, va tornar a gravar per als estudis cinematogràfics començant amb A Star Is Born l'any 1954.
Malgrat els èxits professionals, Garland va haver de fer front a nombrosos problemes personals al llarg de la seva vida. Insegura sobre la seva imatge, i tenint en compte que alguns executius cinematogràfics li havien comentat que tenia sobrepès i no era atractiva, Judy no va dubtar a sotmetre's a tractaments mèdics per a controlar el pes i augmentar la seva productivitat. Tota aquesta situació li va comportar una llarga i dura dependència dels fàrmacs. A més, tenia una vida, tant financera com amorosa, força inestable. Casada cinc cops, en quatre d'aquests es va acabar divorciant. Va patir diversos intents de suïcidi. Però, al final, va morir per una sobredosi accidental a l'edat de quaranta-set anys, deixant tres fills: Liza Minnelli, que havia tingut amb el director de cinema Vincente Minnelli; Lorna Luft i Joey Luft.

## Filmografia
| Cinema     | Cinema                                                     | Cinema                      | Cinema |
| Any        | Pel·lícula                                                 | Paper                       | Notes |
| ---------- | ---------------------------------------------------------- | --------------------------- | --- |
| 1929       | The Big Revue                                              | Ella mateixa                | |
| 1930       | A Holiday in Storyland                                     | Ella mateixa                | |
| 1930       | Bubbles                                                    | Ella mateixa                | |
| 1930       | The Wedding of Jack and Jill                               | Ella mateixa                | |
| 1935       | La Fiesta de Santa Barbara                                 | Ella mateixa                | |
| 1936       | Every Sunday                                               | Judy                        | |
| 1936       | Pigskin Parade                                             | Sairy Dodd                  | |
| 1937       | Broadway Melody of 1938                                    | Betty Clayton               | |
| 1937       | Thoroughbreds Don't Cry                                    | Cricket West                | |
| 1938       | Everybody Sing                                             | Judy Bellaire               | |
| 1938       | Love Finds Andy Hardy                                      | Betsy Booth                 | |
| 1938       | Listen, Darling                                            | 'Pinkie' Wingate            | |
| 1939       | El màgic d'Oz (The Wizard of Oz))                          | Dorothy Gale                | - Va rebre l'Oscar juvenil |
| 1939       | Els fills de la faràndula (Babes in Arms)                  | Patsy Barton                | - Va rebre l'Oscar juvenil |
| 1940       | Andy Hardy Meets Debutante/Andrés Harvey tenorio           | Betsy Booth                 | |
| 1940       | Strike Up the Band                                         | Mary Holden                 | |
| 1940       | Little Nellie Kelly                                        | Nellie Kelly                | |
| 1941       | Ziegfeld Girl                                              | Susan Gallagher             | |
| 1941       | Life Begins for Andy Hardy                                 | Betsy Booth                 | |
| 1941       | Babes on Broadway                                          | Penny Morris                | |
| 1942       | We Must Have Music                                         | Ella mateixa                | |
| 1942       | Per mi i la meva noia (For Me and My Gal)                  | Jo Hayden                   | |
| 1943       | Thousands Cheer                                            | Ella mateixa                | |
| 1943       | Presenting Lily Mars                                       | Lily Mars                   | |
| 1943       | Girl Crazy                                                 | Ginger Gray                 | |
| 1944       | Meet Me in St. Louis                                       | Esther Smith                | |
| 1945       | El rellotge (The Clock)                                    | Alice Mayberry              | |
| 1946       | The Harvey Girls                                           | Susan Bradley               | |
| 1946       | Ziegfeld Follies                                           |                             | - Segment:"The Great Lady Has An Interview" |
| 1946       | Till the Clouds Roll By                                    | Marilyn Miller              | |
| 1948       | Words and Music                                            | Ella mateixa                | |
| 1948       | El pirata (The Pirate)                                     | Manuela Ava                 | |
| 1948       | Easter Parade                                              | Hannah Brown                | |
| 1949       | In the Good Old Summertime                                 | Veronica Fisher             | |
| 1950       | Summer Stock                                               | Jane Falbury                | |
| 1954       | A Star Is Born                                             | Vicki Lester                | - Va guanyar el Globus d'Or a la millor actriu musical o còmica - Nominada a l'Oscar a la millor actriu - Nominada al BAFTA a la millor actriu |
| 1960       | Pepe                                                       | Ella mateixa (cameo de veu) | |
| 1961       | Els judicis de Nuremberg (Judgment at Nuremberg)           | Irene Hoffman Wallner       | - Nominada a l'Oscar a la millor actriu secundària - Nominada al Globus d'Or a la millor actriu secundària                                     |
| 1962       | Gay Purr-ee                                                | Mewsette (veu)              | |
| 1963       | A Child is Waiting/Ángeles sin paraíso                     | Jean Hansen                 | |
| 1963       | I Could Go On Singing                                      | Jenny Bowman                | |
| Televisión |                                                            |                             | |
| Any        | Programa                                                   | Paper                       | Notes |
| 1955       | Ford Star Jubilee                                          | Ella mateixa                | |
| 1956       | General Electric Theater                                   | Ella mateixa                | |
| 1962       | The Judy Garland Show                                      | Ella mateixa                | - Nominada a l'Premi Emmy a la millor actuació individual en un programa musical o de varietats                                                |
| 1963       | Judy Garland and Her Guests Phil Silvers and Robert Goulet | Ella mateixa                | |
| 1963-1964  | The Judy Garland Show                                      | Ella mateixa                | - Nominada a l'Premi Emmy a la millor actuació individual en un programa musical o de varietats                                                |
| 1964       | Judy and Liza at the Palladium                             | Ella mateixa                | |
| 1969       | Sunday Night at the London Palladium                       | Ella mateixa                | |

## Premis i nominacions[calcitació]
Premis
- 1955: Globus d'Or a la millor actriu musical o còmica per A Star Is Born
- 1962: Cecil B. DeMille Award
- 1962: Grammy a l'àlbum de l'any per Judy at Carnegie Hall

Nominacions
- 1955: Oscar a la millor actriu per A Star Is Born
- 1956: BAFTA a la millor actriu estrangera per A Star Is Born
- 1962: Oscar a la millor actriu secundària per Els judicis de Nuremberg
- 1962: Globus d'Or a la millor actriu secundària per Els judicis de Nuremberg
- 1962: Primetime Emmy a la millor actuació en sèrie o programa musical o de varietats per The Judy Garland Show
- 1964: Primetime Emmy a la millor actuació en sèrie o programa musical o de varietats per The Judy Garland Show

## Llegat

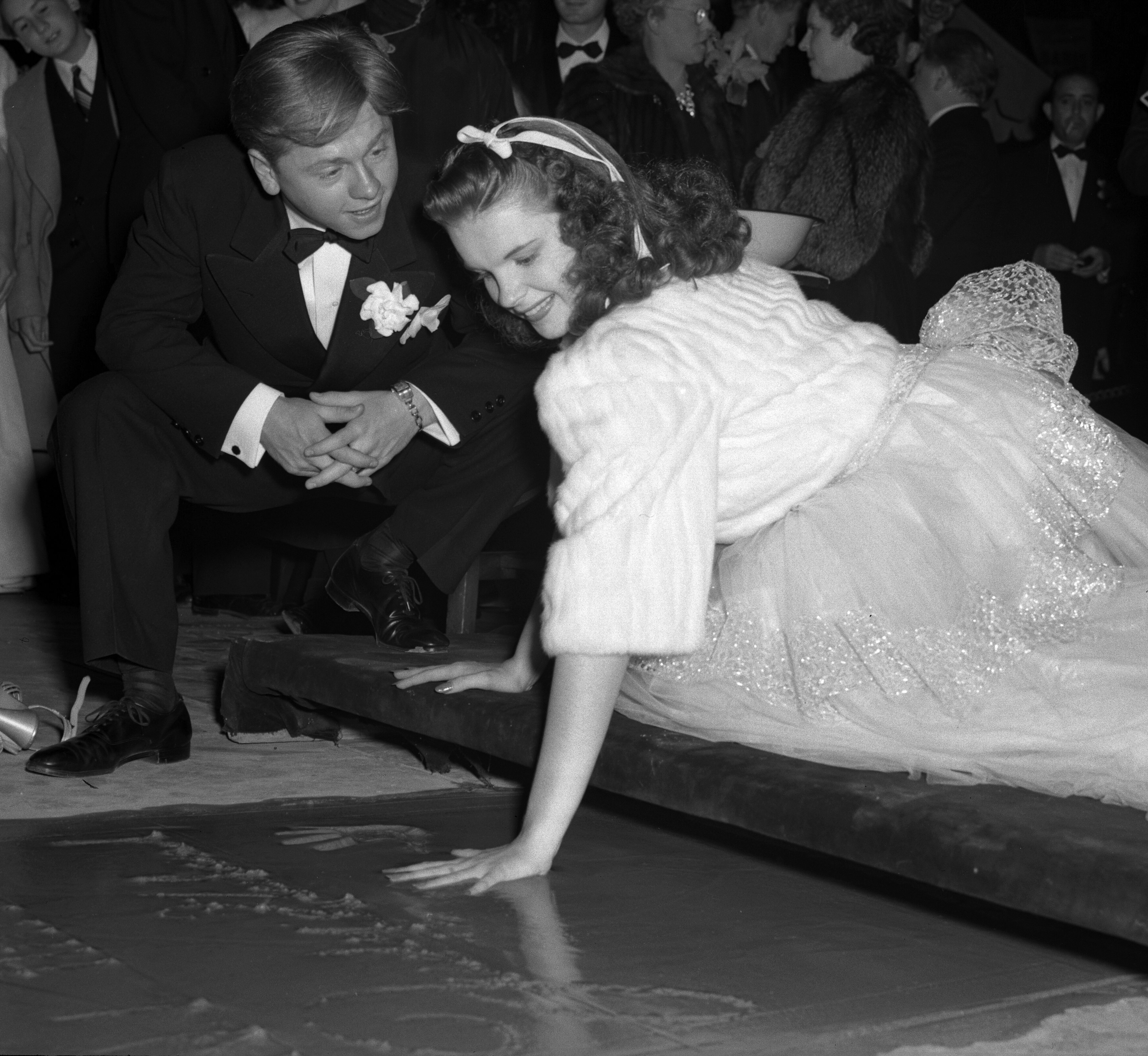
Garland posa la seva empremta, en el ciment al teatre xinès de Grauman el 1939 juntament amb Mickey Rooney

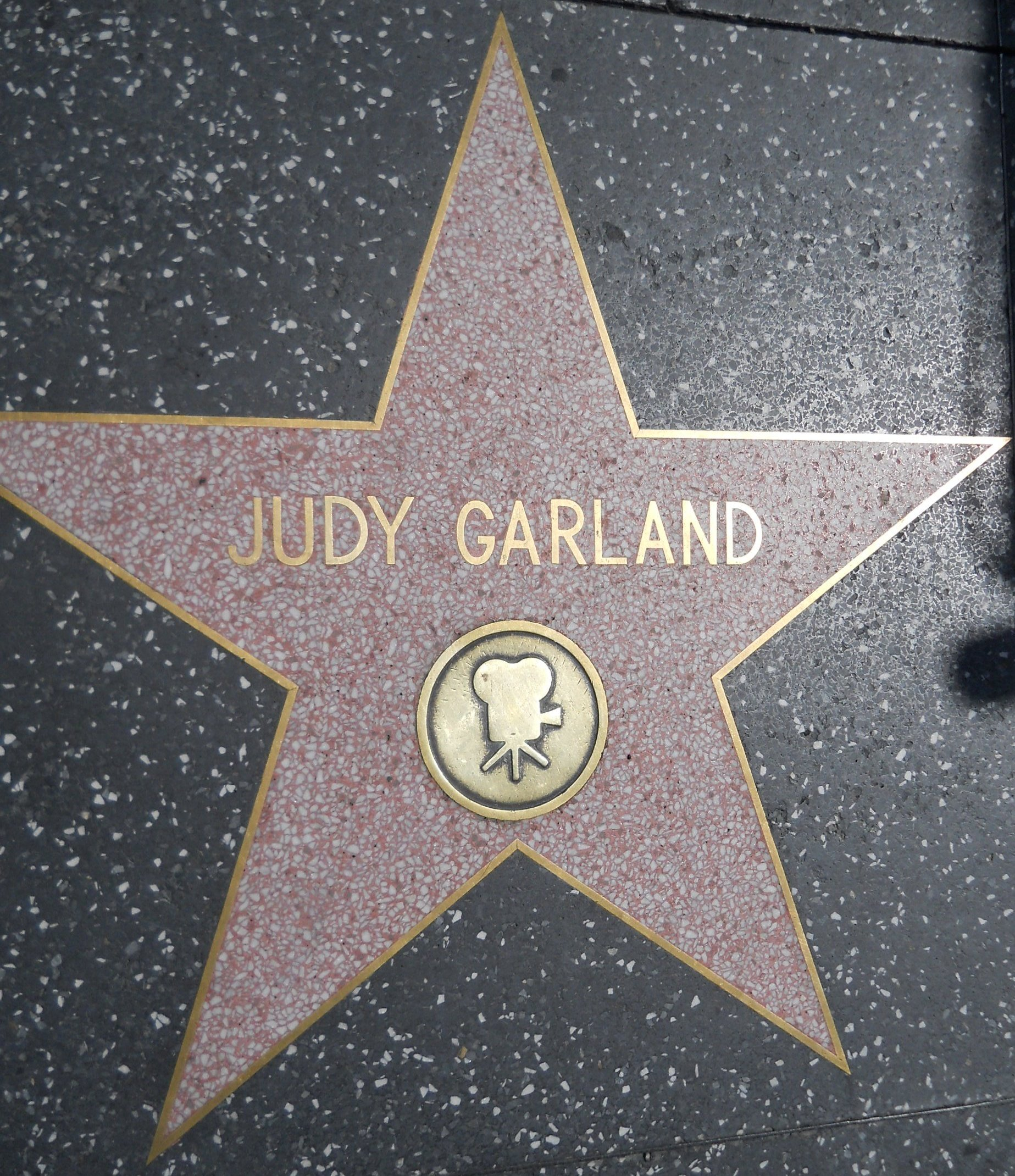
Estrella en reconeixement de la seva feina en el cine al 1715 de Vine Street al Passeig de la Fama de Hollywood. En té una altra per enregistraments musicals al 6764 de Hollywood Boulevard.

El llegat de Garland com a intèrpret i com a personalitat ha perdurat molt després de la seva mort. L'American Film Institute la va col·locar en el vuitè lloc entre les millors estrelles femenines de cinema de l'Edat d'Or de Hollywood. Ha estat objecte de més de dues dotzenes de biografies des de la seva mort, incloent-hi Me and My Shadows: A Family Memoir per la seva filla, Lorna Luft, les memòries es van adaptar més tard a la minisèrie de televisió Life with Judy Garland: Me and My Shadows, que va guanyar premis Emmy per les dues actrius que retrata ella (Tammy Blanchard i Judy Davis).
Garland va ser guardonada a títol pòstum al premi Grammy a la Trajectòria el 1997. Diverses de les seves gravacions s'han inclòs en el "Saló de la Fama del Grammy". Aquests inclouen "Over the Rainbow", la qual va ser classificada com la cançó número u de la pel·lícula de tots els temps a l'American Film Institute en la llista "100 Years ...100 Songs". Quatre cançons més de Garland surten a la llista: "Have Yourself a Merry Little Christmas" (#76), "Get Happy" (#61), "The Trolley Song" (#26), i "The Man That Got Away" (#11). Dues vegades ha estat honrada en els segells postals dels Estats Units, el 1989 (com a Dorothy) i de nou en 2006 (com a Vicki Lester de "A Star Is Born").

## En la cultura popular

### Icona gai
Garland tenia una gran base de fans en la comunitat homosexual i es va convertir en una icona gai. Les raons, sobretot entre els homes homosexuals, són l'admiració de la seva capacitat com a intèrpret i la forma en què les seves lluites personals reflecteixen les dels homes homosexuals als Estats Units durant la seva fama. En la dècada de 1960, un periodista li va preguntar com se sentia sobre tenir un gran nombre de seguidors homosexuals. Ella va respondre: "No em podria importar menys, canto a la gent."

### Representacions en la ficció
Garland ha estat retratada en la televisió per Andrea McArdle a Rainbow (1978), Tammy Blanchard (Judy jove) i Judy Davis (Judy adulta) a Life with Judy Garland: Me and My Shadows (2001), i Sigrid Thornton a Peter Allen: Not The Boy Next Door (2015)
A l'escenari, Garland és un personatge al musical The Boy From Oz (1998), interpretat per Chrissy Amphlett en la producció original australiana i per Isabel Keating a Broadway el 2003. End of the Rainbow (2005) va comptar amb Caroline O'Connor com Garland i Paul Goddard com el pianista de Garland. Adrienne Barbeau va fer de Garland a The Property Known as Garland (2006) i aThe Judy Monologues (2010) curiosament inicialment només foren actors masculins destacats els que recitaven les paraules de Garland.